# Семенець Олексій Миколайович
Олексі́й Микола́йович Семене́ць — молодший сержант Збройних Сил України, учасник російсько-української війни, що загинув у ході російського вторгнення в Україну в 2022 році.

## Життєпис
Олексій Семенець народився 30 березня 1995 року в селі Війтівка Бершадського (з 2020 року — Гайсинського) району на Вінниччині. Після закінчення Війтівської загальноосвітньої школи І—ІІІ ст. навчався у Бершадському медичному коледжі, де отримав професію фельдшера. У 2014 році став студентом Вінницького державного медичного університету імені М. І. Пирогова.Згодом узяв академвідпустку й три місяці пропрацював у Чехії. А після повернення майже одразу у 2020 році підписав контракт із ЗСУ та пішов на службу добровольцем. З 16 травня 2020 року Олексій Семенець обіймав військову посаду бойового медика 3-го взводу 1-ї роти 9-го окремого мотопіхотного батальйону «Вінницькі скіфи» 59-ї окремої мотопіхотної бригади імені Якова Гандзюка. З початком повномасштабного російського вторгнення в Україну перебував на передовій. Вже в перші дні російського вторгнення перебуваючи в оточенні під Херсоном, медик проводив хірургічне втручання своїм побратимам і витягував осколки із їхніх рук і ніг. Зокрема, добровільно вступив у бій у відкритому полі під селищем Новотроїцьке, аби стримати ворожу піхоту певний час, щоб співслуживці могли відійти на вигідніші позиції. Також, ризикуючи, під обстрілами, надавав медичну допомогу в Запорізькій області. Він двічі був контужений. Загинув Олексій Семенець 21 квітня 2022 року біля села Времівка Волноваського району Донецької області, надаючи медичну допомогу пораненому воїну. Після артилерійського обстрілу він кинувся надавати допомогу бійцям із сусіднього підрозділу, які запросили допомогу. В цей час туди зайшла російська диверсійна група. Прощання із загиблим відбулася 25 квітня 2022 року в рідному селі Війтівка Бершадської міської територіальної громади на Вінниччині. Похований на сільському кладовищі.

## Родина
У загиблого залишилася сестра Ангеліна Римська. Вона несе військову службу в тій самій бригаді, до якої належав батальйон загиблого брата.

## Нагороди
- Орден «За мужність» III ступеня (2022, посмертно) — за особисту мужність і самовіддані дії, виявлені у захисті державного суверенітету та територіальної цілісності України, вірність військовій присязі[3].